# Arauco (província)
A Província de Arauco é uma província do Chile localizada na região de Bío-Bío. Possui uma área de 5.457,2 km² e uma população de 157.255 habitantes (2002). Sua capital é a cidade de Lebu.
Limita-se a norte e a oeste com o Oceano Pacífico; a leste com as províncias de Concepción, Biobío e Malleco (na IX Região); a sul limita-se com a província de Cautín, na IX Região.

## Comunas
A província está dividida em 7 comunas:
- Arauco
- Cañete
- Contulmo
- Curanilahue
- Lebu
- Los Álamos
- Tirúa